# Глаз Божий
«Глаз Божий» — фильм Леонида Парфёнова к 100-летию музея имени А. С. Пушкина.
Фильм создан студией «Намедни» при участии Фонда Государственного музея изобразительных искусств имени А. С. Пушкина и Дмитрия Рыболовлева. Премьера состоялась 31 мая 2012 на «Первом канале».

## Сюжет
Авторский проект Леонида Парфёнова — двухсерийный документальный фильм, посвящённый столетней истории Пушкинского музея.
Отдельные исторические сцены воссозданы известными актёрами.

## В фильме снимались

### В ролях
- Леонид Парфёнов — Ведущий
- Олег Табаков — Иван Цветаев
- Евгений Миронов — Николай II
- Михаил Ефремов — истопник Алексей
- Владимир Зайцев — Сергей Щукин
- Сергей Васильев — Иван Морозов
- Гийом Проценко — Анри Матисс
- Пётр Налич — Пабло Пикассо (1 серия)
- Валерий Магдьяш — Амбруаз Воллар (1 серия), Леонид Брежнев (2 серия)
- Роман Кузнеченко — Роман Клейн
- Раиса Рязанова — вдова купчиха
- Марина Зудина — Ирина Антонова
- Владимир Познер — Пабло Пикассо (2 серия)
- Игорь Кваша — Илья Эренбург
- Владимир Этуш — Марк Шагал
- Татьяна Яковенко — Екатерина Фурцева
- Олег Вавилов — Пётр Демичев
- Валерий Громовиков — Александр Герасимов
- Вадим Померанцев — Климент Ворошилов

### В эпизодах
- Игорь Тарасевич
- Андрей Курилов — Сергей Александрович, великий князь
- Андрей Галактионов
- Галина Иланская
- Татьяна Аксёнова
- Александр Диденко
- Никита Померанцев
- Владимир Терещенко
- Виктория Борисова — член Наркомата
- Владимир Любовский
- Олег Курдов

### Закадровый текст
- Андрей Гаврилов
- Любовь Германова
- Сергей Кашкадамов

## Съёмочная группа
- Режиссёры:
  - Иван Скворцов
  - Сергей Нурмамед
- Операторы:
  - Владимир Каптур
  - Вадим Деев
  - Александр Кременецкий
- Сценарная группа:
  - Леонид Парфёнов
  - Наталья Семёнова
  - Алексей Петухов
- Художник по костюмам: Виктория Богданова

- Анонс выхода фильма прошёл в программе «Вечерний Ургант» 30 мая 2012 года[2]
- Роль Пабло Пикассо в фильме исполняется двумя людьми: в 1-й серии — музыкантом Петром Наличем, во 2-й — тележурналистом Владимиром Познером[3]